# 高滝藩
高滝藩（たかたきはん）は、上総国市原郡（現在の千葉県市原市）南部の高滝を居所として、江戸時代前期に短期間存在した藩。1683年、板倉氏2万石の藩として成立したが、1699年に備中国庭瀬藩に転出したため、2代約15年で廃藩となった。「高滝」は養老川上流部を指す広域地名であり、陣屋は大和田村（市原市大和田）に置かれたとされるが、独立した陣屋はなかったという説もある。

## 歴史
初代藩主となった板倉重宣は、徳川家綱のもとで老中を務めた板倉重種の甥である。重種は天和元年（1681年）、新将軍徳川綱吉の勘気を蒙り、信濃坂木藩5万石に減転封のうえ蟄居処分を受けた。
天和3年（1683年）5月18日、重種の隠居が認められた。重種は領地返上を申し出ていたが、板倉家代々の功績を考慮して5万石は安堵された。重種はこのうち3万石を嫡男の重寛に、残り2万石を甥の重宣に相続させた。重宣に分与された所領は、上総国市原郡および信濃国伊那郡・佐久郡の2か国3郡に散在していた。重宣は上総国高滝を居所を定め、ここに高滝藩が立藩する。
しかし翌貞享元年（1684年）8月21日、重宣は21歳の若さで死去した。末期養子として、親族の丹波園部藩小出家から重高が迎えられ、跡を継いだ。
元禄12年（1699年）2月4日、板倉重高は領地を備中国賀陽・都宇・小田3郡内に移され、賀陽郡庭瀬を居所とした（庭瀬藩）。以後高滝を居所とする大名は現れず、高滝藩は15年あまりで消滅した。
なお、板倉家は備中庭瀬藩主として定着し、幕末・廃藩置県まで続くことになる。

## 歴代藩主
板倉家
譜代。2万石。
1. 板倉重宣
2. 板倉重高

## 領地
『寛政重修諸家譜』によれば、板倉重宣は市原郡高滝を居所とした。
陣屋は大和田村に置かれたとされている。大和田村は村高200石あまり、戸数30戸程度と比較的小さな村であり、特記するものとしては陣屋のほかに養老川の河岸の存在と、光厳寺（真言宗醍醐派）がある。『千葉県市原郡誌』によれば、高滝は山に囲まれた土地であり、古くは物資運搬を養老川の河川交通に依拠していた。養老川沿いに位置する大和田村には、少なくとも幕末・明治初年には河岸（船着場）が存在しており、五井浦との間で舟運が行われていた。
『千葉県市原郡誌』によれば、大和田村は天和元年（1681年）4月に板倉家（板倉重種）の所領になり、元禄10年（1697年）に幕府領となった（このため、高滝藩が廃藩となったとされる時点より以前に大和田村は板倉家の支配を離れている）。高滝藩板倉家が大和田村に独立した陣屋を建設したかについては疑義も出されている。大和田には実際に「高滝陣屋跡」とされる場所があるが、発掘調査では当該時期の遺構は発見されなかった。藩主の入国は重高が2回行ったのみで、その際には大和田村の光厳寺を宿陣としている。知行地を管轄するための役所としては、光厳寺や集落の建物が使用されたのではないかとする説がある。
光厳寺は、『千葉県市原郡誌』が引く寺伝によれば、建武2年（1335年）に創建されたという寺で、地域の寺院を取りまとめる「上総四箇寺」の一つであった。当初、光厳寺は高滝平野村（『千葉県市原郡誌』によれば現在の大戸とある）に置かれていたが、天正12年（1584年）に田淵村（現在の市原市田淵）に移転した。延宝8年（1680年）、田淵村にあった光厳寺は、大和田村にあった本覚院という寺院と寺地を交換し、光厳寺は大和田村に移転した。光厳寺の旧寺地であった平野村の村人たちは、光厳寺との縁が切れて無縁の地となることを恐れ、寺が建立されるよう各方面に働きかけ、地頭（領主）の「板倉殿」も聞き届けた結果、天和2年（1682年）に平野村には東善寺が創建されたという。